# Ош Баланташ
«Ош Баланташ» (порт. Clube de Futebol Os Balantas) — футбольный клуб из Гвинеи-Бисау, базируется в Мансоа.
Официальной датой создания команды считается 1974 год, когда была основана Федерация футбола Гвинеи-Бисау, однако клуб существует по крайней мере с 1960 года.
Выступает в Чемпионате Гвинеи-Бисау и в международных турнирах под эгидой КАФ. Домашние матчи проводит на стадионе Эстадио де Мансоа, вмещающем 3 000 зрителей.

## Достижения
- Чемпионат Гвинеи-Бисау: 3

1975, 2006, 2009
- Суперкубок Гвинеи-Бисау: 1

2006

## Международные соревнования
- Лига чемпионов КАФ: 2

2007 — Предварительный раунд
2010 — Предварительный раунд
- Лига чемпионов КАФ: 1

1976: Первый раунд